# Tempo de Amor
"Tempo de Amor" é uma canção da dupla Victor & Leo, incluída no álbum Irmãos. A canção foi lançada como segundo single do álbum nas rádios no dia 5 de outubro de 2015.

## Composição
A canção é composta por Victor Chaves. Essa é a primeira composição de Victor a ser lançada como single, depois de dois anos e meio. Também é a primeira nesse período a chegar às rádios com Victor no posto de primeira voz.

## Videoclipe
O videoclipe ao vivo da canção, dirigido por Alex A1, foi lançado no Youtube no dia 4 de outubro de 2015. Nela introduz a dupla Victor & Leo cantando em um estúdio onde os efeitos de iluminação foca nos cantores e no violão de Victor, intercalando imagens do campo.

## Lista de faixas
| Single digital |                 |         |  |
| N.º            | Título          | Duração |  |
| 1.             | "Tempo de Amor" | 3:30    |  |

## Desempenho nas tabelas musicais
| Tabela musical (2015)                     | Melhor posição |
| ----------------------------------------- | -------------- |
| Brasil - Billboard Brasil Hot 100 Airplay | 1              |

| Tabela musical (2016)                     | Melhor posição |
| ----------------------------------------- | -------------- |
| Brasil - Billboard Brasil Hot 100 Airplay | 6              |